# Dmitri Sokolov
Dmitri Anatólievitx Sokolov (en rus Дмитрий Анатольевич Соколов) (19 de març de 1988) és un ciclista rus, professional des del 2010 i actualment a l'equip Lokosphinx. Combina la carretera amb el ciclisme en pista.
Pocs dies abans de començar els Jocs Olímpics de Rio, es va anunciar que l'UCI excloïa Sokolov de poder participar en els Jocs, juntament amb altres ciclistes russos, degut al seu historial amb el dopatge.

## Palmarès en ruta
- 2005
  -  Campió d'Europa júnior en Ruta
- 2006
  -  Campió d'Europa júnior en Ruta
  - Vencedor d'una etapa al Trofeu Karlsberg
  - Vencedor d'una etapa al Giro de Basilicata
- 2011
  - Vencedor d'una etapa a la Friendship People North-Caucasus Stage Race
- 2018
  - 1r al Tour d'Iran - Azerbaïdjan i vencedor d'una etapa

## Palmarès en pista

### Resultats a laCopa del Món
- 2015-2016
  - 1r a Cali, en Persecució per equips